# 板垣昭一
板垣 昭一（いたがき しょういち、1930年（昭和5年） - 2014年（平成26年））は、日本の小説家、元中学校国語教師、国語教育研究者、機関誌『教育国語』元編集員。山形県鶴岡市宝町在住。

## 人物
- 小説家としての代表作には、歴史小説の『北辰軸』と、その続編の『北のはざま』があり、ともに主人公は庄内藩藩士の松本十郎である。小説『北のはざま』では第23回「真壁仁・野の文化賞」を受賞した。
- 国語教育研究者としては、長く教育科学研究会・国語部会の会員として活動し、読み方教育における「2次読み」の研究を続けている。地元では国語教育サークル「ばんどり」を指導している。

## 経歴
- 1930年（昭和5年） - 山形県鶴岡市に生まれる。
- 1990年（平成2年） - 余目町立余目中学校（現・庄内町立余目中学校）を最後に教員を定年退職。
- 2007年（平成19年） - 小説『北のはざま』で、第23回「真壁仁・野の文化賞」受賞。

## 著作物

### 著書
- 1969年（昭和44年） - 『モミの木の仲間たち』 絵：古賀亜十夫 毎日新聞社
- 1991年（平成3年） - 『学級づくりの基礎プラン20』 民衆社 ISBN 4-8383-0688-1
- 1991年（平成3年） - 『中学校文学作品「故郷」のよみと授業』 えみ-る書房 ISBN 4-900046-03-5
- 1992年（平成4年） - 『中学校文学作品「少年の日の思い出」のよみと授業』 えみ-る書房 ISBN 4-900046-06-X
- 1993年（平成5年） - 『中学校文学作品「サーカスの馬」のよみと授業』 えみ-る書房 ISBN 4-900046-09-4
- 1993年（平成5年） - 『子どもをとらえる教師の視点6』 民衆社 ISBN 4-8383-0710-1
- 1993年（平成5年） - 『授業のための教師のよみ「走れメロス」「一塁手の生還」』 えみ-る書房 ISBN 4-900046-12-4
- 1994年（平成6年） - 『授業のための教師のよみ「夏の葬列」「わたしを作ったもの」』 えみ-る書房 ISBN 4-900046-13-2
- 1996年（平成8年） - 『「りんごの花」の読みと授業』 あゆみ出版 ISBN 4-7519-1155-4
- 2000年（平成12年） - 『楽々書ける中学生の作文術』 フォーラム・A ISBN 4-89428-148-1
- 2001年（平成13年） - 『地続き人続き - 小説町内会長物語 - 』 鶴岡書店
- 2006年（平成18年） - 『北辰軸 - 北海道開拓の雄松本十郎 - 』 良書センター鶴岡書店 ISBN 4-947722-19-3
- 2007年（平成19年） - 『北のはざま』 良書センター鶴岡書店